# Mercedes-Benz OM621
La sigla Mercedes-Benz OM621 (o Daimler-Benz OM621) identifica una piccola famiglia di motori diesel prodotti dal 1958 al 1988 dalla Casa tedesca Daimler-Benz per il suo marchio automobilisticoMercedes-Benz.

## Profilo e caratteristiche
I motori OM621 hanno affiancato ed in seguito sostituito i più vecchi motori OM636. La nuova famiglia di motori a gasolio deriva direttamente dai motori M121 a benzina, dei quali vengono mantenute le principali caratteristiche costruttive, con la ovvia novità costituita dall'alimentazione ad iniezione indiretta con precamera. I motori OM621 rappresentano la definitiva affermazione della Casa tedesca nel settore dei motori a gasolio, anche se per il momento le loro applicazioni erano confinate a modelli di base e mezzi da lavoro. Per vedere un motore diesel montato su una ammiraglia ci sarebbero voluti altri decenni. In ogni caso, i modelli equipaggiati con tali motori incontrarono i favori del pubblico per la loro maggior economia di esercizio e per la loro robustezza ed affidabilità. In parole povere, i motori OM621 si rivelarono un successo. Le successive famiglie di motori diesel erano sviluppi dei motori OM621, a testimonianza della loro validità progettuale.

Di seguito vengono mostrate le caratteristiche dei motori OM621:
- architettura a 4 cilindri in linea;
- basamento in ghisa;
- distribuzione ad un asse a camme in testa;
- testata a due valvole per cilindro;
- rapporto di compressione: 21:1;
- alimentazione ad iniezione indiretta con precamera.

I motori OM621 hanno trovato applicazioni in campo automobilistico fino al 1968. In seguito, dopo tale data, la sola versione rimasta in produzione, quella da 2.2 litri, è stata unicamente montata su autocarri della Unimog fino al 1988.

La famiglia di motori OM621 conta essenzialmente tre versioni, delle quali viene di seguito fornita una descrizione con relative applicazioni.

### Versione da 1.9 litri
Il 1.9 OM621, siglato OM621.910, è stato il primo a debuttare ed oltre alle caratteristiche generali appena viste era anche caratterizzato da:
- monoblocco di tipo superquadro;
- alesaggio e corsa: 85x83.6 mm;
- cilindrata pari a 1897 cm³;
- potenza massima pari a 50 CV a 4000 giri/min;
- coppia massima pari a 108 Nm a 2200 giri/min;
- albero a gomiti su 3 supporti di banco.
- applicazioni: Mercedes-Benz 190D/Db W121 (1958-61).

### Versione da 2 litri
Introdotta nel 1961, la versione da 2 litri è in sostanza un 1.9 OM621 rialesato di 2 mm. Il diametro dei cilindri è stato infatti portato ad 87 mm, con conseguente aumento della cilindrata a 1988 cc.

Questo motore è stato prodotto in tre varianti: le prime due montavano un albero a gomiti su 3 supporti di banco, mentre nella terza, introdotta nel 1965, l'albero a gomiti era u 5 supporti di banco.

Le caratteristiche delle tre varianti sono descritte nella seguente tabella:
| Motore    | Potenza CV/rpm | Coppia Nm/rpm | Applicazioni             | Produzione |
| --------- | -------------- | ------------- | ------------------------ | ---------- |
| OM621.914 | 48/3800        | 108/2000      | Mercedes-Benz 180Dc W120 | 1961-62    |
| OM621.912 | 55/4200        | 117/2400      | Mercedes-Benz 190Dc W110 | 1961-65    |
| OM621.918 | 55/4200        | 117/2400      | Mercedes-Benz 200D W110  | 1965-68    |

### Versione da 2.2 litri
Introdotto nel 1966, il motore OM621 da 2.2 litri è stato l'unico della famiglia a non essere stato mai montato su un'autovettura Mercedes-Benz, ma solo su un autocarro Unimog, vale a dire il modello 421/40, prodotto dal 1966 al 1988.

Il 2.2 litri OM621 era in pratica una versione a corsa lunga del 2 litri della stessa famiglia. La corsa è infatti stata allungata fino a 92.4 mm, per una cilindrata risultante di 2197 cc. Tale motore erogava una potenza massima di 40 CV a 3000 giri/min. Da esso sarebbe stato derivato il 2.2 appartenente alla famiglia OM615, opportunamente adattato per l'uso automobilistico.